# Davis Cup 1974
In 1974 werd het toernooi om de Davis Cup  voor de 63e keer gehouden. De Davis Cup is het meest prestigieuze tennistoernooi voor landen dat sinds 1900 elk jaar wordt georganiseerd.
Zuid-Afrika won voor de eerste keer de Davis Cup doordat India in de finale weigerde om in en tegen de Zuid-Afrikanen te spelen vanwege hun apartheidsregime.
De deelnemende landen strijden in de verschillende regionale zones tegen elkaar. De winnaar van elke zone plaatst zich voor het interzonaal toernooi. De winnaar van dat toernooi wint de Davis Cup.

## Interzonaal Toernooi
|  | halve finale    | halve finale    |  |       | finale      | finale |
|  |                 |                 |  |       |             |        |
|  | 3-5 oktober     |                 |  |       |             |        |
|  | Zuid-Afrika     | 4               |  |       |             |        |
|  | Italië          | 1               |  |       |             |        |
|  |                 |                 |  |       | Zuid-Afrika | w/o    |
|  | 20-22 september | 20-22 september |  | India |             |        |
|  | India           | 3               |  |       |             |        |
|  | Sovjet-Unie     | 1               |  |       |             |        |

## België
België speelt in de voorronde van de regionale groep.
| datum      | tegenstander | uitslag | locatie | groep  | ronde       | winst/verlies |
| ---------- | ------------ | ------- | ------- | ------ | ----------- | ------------- |
| 05-05-1974 | Joegoslavië  | 2-3     | thuis   | EUR PR | kwartfinale | v             |
| 21-04-1974 | Griekenland  | 5-0     | thuis   | EUR PR | 1e ronde    | w             |

België plaatste zich niet voor het hoofdtoernooi.

## Nederland
Nederland speelt in de voorronde van de regionale groep.
| datum      | tegenstander | uitslag | locatie | groep  | ronde       | winst/verlies |
| ---------- | ------------ | ------- | ------- | ------ | ----------- | ------------- |
| 26-05-1974 | Zweden       | 1-4     | uit     | EUR    | 1e ronde    | v             |
| 12-05-1974 | Finland      | 4-1     | thuis   | EUR PR | kwartfinale | w             |

Nederland plaatste zich voor het hoofdtoernooi maar werd in de eerste ronde uitgeschakeld.
| niveau 1 | niveau 2 | niveau 3 | niveau 4 | niveau 5 |

Algemeen · Opzet · Finales · Winnaars 
 België ·  Nederland ·  Aruba ·  Nederlandse Antillen 

1900 · 1901 · 1902 · 1903 · 1904 · 1905 · 1906 · 1907 · 1908 · 1909 · 1910 · 1911 · 1912 · 1913 · 1914 · 1915 · 1916 · 1917 · 1918 · 1919 · 1920 · 1921 · 1922 · 1923 · 1924 · 1925 · 1926 · 1927 · 1928 · 1929 · 1930 · 1931 · 1932 · 1933 · 1934 · 1935 · 1936 · 1937 · 1938 · 1939 · 1940 · 1941 · 1942 · 1943 · 1944 · 1945 · 1946 · 1947 · 1948 · 1949 · 1950 · 1951 · 1952 · 1953 · 1954 · 1955 · 1956 · 1957 · 1958 · 1959 · 1960 · 1961 · 1962 · 1963 · 1964 · 1965 · 1966 · 1967 · 1968 · 1969 · 1970 · 1971 · 1972 · 1973 · 1974 · 1975 · 1976 · 1977 · 1978 · 1979 · 1980 · 1981 · 1982 · 1983 · 1984 · 1985 · 1986 · 1987 · 1988 · 1989 · 1990 · 1991 · 1992 · 1993 · 1994 · 1995 · 1996 · 1997 · 1998 · 1999 · 2000 · 2001 · 2002 · 2003 · 2004 · 2005 · 2006 · 2007 · 2008 · 2009 · 2010 · 2011 · 2012 · 2013 · 2014 · 2015 · 2016 · 2017 · 2018 · 2019 · 2020-2021 · 2022 · 2023 · 2024 · 2025